# New York State Department of Environmental Conservation
Le New York State Department of Environmental Conservation est une agence publique de l'État de New-York, chargée de la gestion des ressources environnementales de l'État.

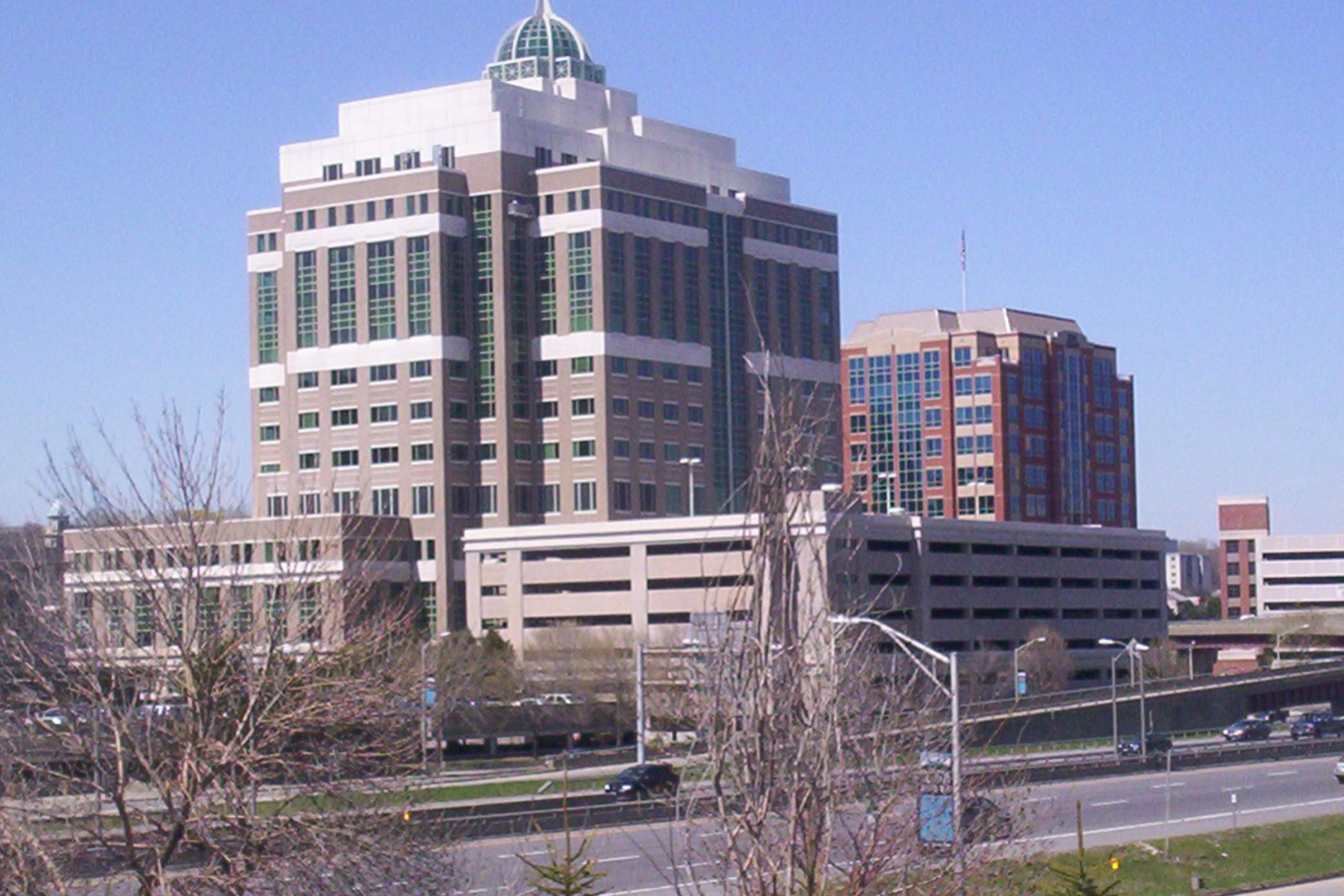
Le siège du NYSDEC à Albany.